# Benito Armingol
Benito Armingol García (* 7. September 1919; † 9. November 1971) war ein chilenischer Fußballspieler. Der Stürmer lief in acht Länderspielen für die chilenische Nationalmannschaft auf und wurde auf Vereinsebene ein Mal nationaler Meister.

## Karriere

### Verein
Benito Armingol begann 1936 in der Jugend bei Unión Española und schaffte 1940 als rechter Außenstürmer den Sprung in die Mannschaft der Primera División. Später spielte er als linker Außenstürmer. Armingol verbrachte seine gesamte sportliche Karriere, die bis 1950 andauerte, bei Unión Española und gab 1953 nochmal ein Comeback. Mit dem Klub spanischer Einwanderer gewann der Angreifer die Meisterschaft 1943.

### Nationalmannschaft
Benito Armingol debütierte beim Campeonato Sudamericano 1942 unter Trainer Ferenc Plattkó bei der 1:6-Niederlage gegen Gastgeber Uruguay. Der Offensivspieler stand in allen sechs Turnierspielen für La Roja in der Startelf, die nach einem Sieg, einem Unentschieden und vier Niederlagen Vorletzter der Südamerikameisterschaft wurde.
Armingol spielte beim Campeonato Sudamericano 1945 mit Chile als Gastgeber und kam in zwei der sechs Spiele als Einwechselspieler zum Einsatz. Chile wurde nach vier Siegen, einem Unentschieden und einer Niederlage Turnierdritter. Die Einwechselung für Manuel Piñero bei der 0:1-Niederlage im letzten Spiel des Turniers gegen Brasilien war zugleich sein letztes Länderspiel.

## Erfolge
Unión Española
- Chilenischer Meister: 1943